# Open du Pays d'Aix 2024
L'Open du Pays d'Aix 2024 è stato un torneo maschile di tennis professionistico. È stata l'11ª edizione del torneo, facente parte della categoria Challenger 175 nell'ambito dell'ATP Challenger Tour 2024, con un montepremi di 205 000 €. Si è giocato dal 30 aprile al 5 maggio 2024 sui campi in terra rossa del Country Club Aixois di Aix-en-Provence, in Francia.

## Partecipanti

### Teste di serie
| Nazionalità | Giocatore               | Ranking* | Testa di serie |
| ----------- | ----------------------- | -------- | -------------- |
| Francia     | Adrian Mannarino        | 20       | 1              |
| Argentina   | Tomás Martín Etcheverry | 27       | 2              |
| Cile        | Alejandro Tabilo        | 38       | 3              |
|             | Roman Safiullin         | 42       | 4              |
| Stati Uniti | Marcos Giron            | 51       | 5              |
| Spagna      | Pedro Martínez          | 55       | 6              |
| Kazakistan  | Aleksandr Ševčenko      | 59       | 7              |
| Australia   | Aleksandar Vukic        | 62       | 8              |

* Ranking al 22 aprile 2024.

### Altri partecipanti
I seguenti giocatori hanno ricevuto una wild card per il tabellone principale:
- Térence Atmane
- Adrian Mannarino
- Stan Wawrinka

I seguenti giocatori sono entrati in tabellone come alternate:
- Francisco Comesaña
- Cristian Garín
- Richard Gasquet
- David Goffin
- Harold Mayot
- Alexandre Müller
- Albert Ramos Viñolas

I seguenti giocatori sono passati dalle qualificazioni:
- Facundo Bagnis
- Felipe Meligeni Alves
- Michail Kukuškin
- Valentin Vacherot

Il seguente giocatore è entrato in tabellone come lucky loser:
- Grégoire Barrère

## Punti e montepremi
| Torneo    | Torneo              | V      | F      | SF    | QF    | 2T    | 1T    | Q | Q2  | Q1  |
| Singolare | Punti               | 175    | 90     | 50    | 25    | 13    | 0     | 6 | 3   | 0   |
| Singolare | Premi in denaro (€) | 27,155 | 16,000 | 9,450 | 5,500 | 3,240 | 1,950 | – | 980 | 490 |
| Doppio    | Punti               | 175    | 90     | 50    | 25    | –     | 0     | – | –   | –   |
| Doppio    | Premi in denaro (€) | 11,680 | 6,775  | 4,065 | 2,410 | –     | 1,355 | – | –   | –   |

## Campioni

### Singolare
Alejandro Tabilo ha sconfitto in finale  Jaume Munar con il punteggio di 6–3, 6–2.

### Doppio
Luke Johnson /  Skander Mansouri hanno sconfitto in finale  Diego Hidalgo /  Cristian Rodríguez con il punteggio di 6–3, 6–3.